# NGC 621
NGC 621 est une galaxie lenticulaire barrée située dans la constellation du Triangle. NGC 621 a été découverte par l'astronome français Édouard Stephan en 1883.

## Caractéristiques
Sa vitesse par rapport au fond diffus cosmologique est de 4 894 ± 27 km/s, ce qui correspond à une distance de Hubble de 72,2 ± 5,1 Mpc (∼235 millions d'al).
À ce jour, une mesure non basée sur le décalage vers le rouge (redshift) donne une distance d'environ 78,900 Mpc (∼257 millions d'al). Cette valeur est tout juste à l'extérieur des valeurs de la distance de Hubble. Notons cependant que c'est avec la valeur moyenne des mesures indépendantes, lorsqu'elles existent, que la base de données NASA/IPAC calcule le diamètre d'une galaxie et qu'en conséquence le diamètre de NGC 621 pourrait être d'environ 41,9 kpc (∼137 000 al) si on utilisait la distance de Hubble pour le calculer.